# Suichang
Suichang är ett härad i östra Kina, och tillhör Lishuis stad på prefekturnivå i provinsen Zhejiang.
Befolkningen uppgick till 207 087 invånare vid folkräkningen år 2000, varav 55 101 invånare bodde i huvudorten Miaogao. Häradet var år 2000 indelat i nio köpingar (zhèn) och elva socknar (xiāng). 
Suichang är bland annat känt för att vara den ort där ämbetsmannen Tang Xianzu (1550-1616) författade kunqu-operan Pionpaviljongen när han tjänstgjorde som häradshövding på orten.